# Allactaga bullata
Allactaga bullata es una especie de roedor de la familia Dipodidae.

## Distribución geográfica
Se encuentran en China Mongolia.

## Hábitat
Su hábitat natural son: pastizales y desiertos templados.